# Theo dõi web
Theo dõi web là cách mà các nhà điều hành website và bên thứ ba thu thập, lưu trữ và chia sẻ thông tin về hoạt động của khách truy cập trên World Wide Web. Phân tích hành vi của người dùng có thể được sử dụng để cung cấp nội dung cho phép nhà điều hành suy ra sở thích của họ và có thể được nhiều bên quan tâm, chẳng hạn như nhà quảng cáo. Theo dõi web có thể là một phần của quản lý khách truy cập website.

## Công dụng
Công dụng của theo dõi web bao gồm:
- Các công ty quảng cáo chủ động thu thập thông tin về người dùng và tạo hồ sơ để cá nhân hóa quảng cáo. Hoạt động của người dùng bao gồm các trang web đã truy cập, video đã xem, tương tác trên mạng xã hội và giao dịch trực tuyến. Các trang web như Netflix và YouTube thu thập thông tin về những chương trình mà người dùng xem, giúp họ gợi ý thêm các chương trình mà họ có thể thích. Các công cụ tìm kiếm như Google sẽ lưu lại thông tin về những gì người dùng tìm kiếm, giúp họ gợi ý các tìm kiếm có liên quan hơn trong tương lai.[4]
- Các cơ quan thực thi pháp luật có thể sử dụng theo dõi web để theo dõi cá nhân và giải quyết tội phạm.[5]
- Phân tích web tập trung nhiều hơn vào hiệu suất của toàn bộ trang web. Theo dõi web sẽ cung cấp thông tin chi tiết về cách trang web đang được sử dụng và xem người dùng dành bao lâu trên một trang nhất định. Điều này có thể được sử dụng để xem ai có thể quan tâm nhất đến nội dung của trang web.[6]
- Kiểm tra khả năng sử dụng là hoạt động kiểm tra mức độ dễ sử dụng của thiết kế. Người dùng được quan sát khi họ hoàn thành nhiệm vụ.[7] Điều này sẽ giúp xác định các vấn đề về khả năng sử dụng với thiết kế của trang web để có thể khắc phục chúng để điều hướng dễ dàng hơn.

## Phương pháp

### Địa chỉ IP
Mỗi thiết bị được kết nối với Internet đều được chỉ định một địa chỉ IP duy nhất, cần thiết để cho phép các thiết bị giao tiếp với nhau. Với phần mềm phù hợp trên trang web lưu trữ, địa chỉ IP của khách truy cập vào trang web có thể được ghi lại và cũng có thể được sử dụng để xác định vị trí địa lý của khách truy cập. Việc ghi lại địa chỉ IP có thể, ví dụ, theo dõi xem một người có bỏ phiếu nhiều hơn một lần hay không, cũng như kiểu xem của họ. Biết được vị trí của khách truy cập cho biết, bên cạnh những thứ khác, quốc gia. Ví dụ, điều này có thể dẫn đến việc giá được báo theo đơn vị tiền tệ địa phương, giá hoặc phạm vi hàng hóa có sẵn, các điều kiện đặc biệt được áp dụng và trong một số trường hợp, các yêu cầu hoặc phản hồi từ một quốc gia nhất định bị chặn hoàn toàn. Người dùng Internet có thể tránh kiểm duyệt và chặn địa lý và bảo vệ danh tính cá nhân và vị trí để ẩn danh trên internet bằng cách sử dụng kết nối VPN.

### HTTP cookie
HTTP cookie là mã và thông tin được lưu vào thiết bị của người dùng bởi một trang web khi người dùng truy cập trang web đó. Sau đó, trang web có thể truy xuất thông tin trên cookie trong những lần truy cập tiếp theo của người dùng vào trang web. Cookie có thể được sử dụng để tùy chỉnh trải nghiệm duyệt web của người dùng và phân phối quảng cáo được nhắm mục tiêu. Một số hoạt động duyệt web mà cookie có thể lưu trữ là:
- các trang và nội dung mà người dùng đã duyệt,
- những gì người dùng đã tìm kiếm trực tuyến,
- khi người dùng nhấp vào quảng cáo trực tuyến,
- thời gian người dùng truy cập trang web.

### Cookie của bên thứ nhất và bên thứ ba
Cookie của bên thứ nhất được tạo bởi trang web mà người dùng đang truy cập. Những cookie này được coi là "tốt" vì chúng giúp người dùng thay vì theo dõi họ. Mục tiêu chính của cookie của bên thứ nhất là nhận dạng người dùng và sở thích của họ để có thể áp dụng các cài đặt mong muốn của họ.
Cookie của bên thứ ba được tạo bởi các trang web khác ngoài trang web mà người dùng truy cập. Chúng chèn mã theo dõi bổ sung có thể ghi lại hoạt động trực tuyến của người dùng. Phân tích tại chỗ đề cập đến việc thu thập dữ liệu trên trang web hiện tại. Nó được sử dụng để đo lường nhiều khía cạnh của tương tác của người dùng, bao gồm số lần người dùng truy cập.
Một số công ty theo dõi bỏ qua các hạn chế đối với cookie của bên thứ ba do trình duyệt web giới thiệu bằng một kỹ thuật gọi là che giấu CNAME, trong đó dịch vụ theo dõi của bên thứ ba được chỉ định một bản ghi DNS trong miền gốc của bên thứ nhất (thường là CNAME) để nó được ngụy trang thành bên thứ nhất mặc dù về mặt pháp lý và tổ chức, đó là một thực thể riêng biệt. Kỹ thuật này bị một số trình duyệt và trình chặn quảng cáo chặn bằng cách sử dụng danh sách chặn các trình theo dõi đã biết.

### ETags
ETags có thể được sử dụng để theo dõi người dùng duy nhất, vì cookie HTTP ngày càng bị xóa bởi người dùng có ý thức về quyền riêng tư. Vào tháng 7 năm 2011, Ashkan Soltani và một nhóm các nhà nghiên cứu tại UC Berkeley đã báo cáo rằng một số trang web, bao gồm Hulu, đã sử dụng ETags cho mục đích theo dõi. Hulu và KISSmetrics đều đã ngừng "hồi sinh" kể từ ngày 29 tháng 7 năm 2011,, vì KISSmetrics và hơn 20 khách hàng của công ty đang phải đối mặt với vụ kiện tập thể về việc sử dụng cookie theo dõi "không thể xóa" liên quan một phần đến việc sử dụng ETags.
Vì ETags được trình duyệt lưu vào bộ nhớ đệm và được trả về cùng các yêu cầu tiếp theo cho cùng một tài nguyên, nên máy chủ theo dõi có thể chỉ cần lặp lại bất kỳ ETag nào nhận được từ trình duyệt để đảm bảo ETag được chỉ định tồn tại vô thời hạn (tương tự như cookie cố định). Các tiêu đề lưu vào bộ nhớ đệm bổ sung cũng có thể tăng cường khả năng bảo toàn dữ liệu ETag.

### Phương pháp khác
- Vân tay Canvas cho phép các trang web xác định và theo dõi người dùng bằng các thành phần canvas HTML5 thay vì sử dụng cookie trình duyệt.[21]
- Theo dõi trên nhiều thiết bị được các nhà quảng cáo sử dụng để giúp xác định kênh nào thành công nhất trong việc giúp chuyển đổi trình duyệt thành người mua.[22]
- Tỷ lệ nhấp được các nhà quảng cáo sử dụng để đo số lần nhấp họ nhận được vào quảng cáo của mình trên mỗi số lần hiển thị.
- Theo dõi chuột thu thập vị trí con trỏ chuột của người dùng trên máy tính.
- Vân tay trình duyệt dựa vào trình duyệt của bạn và là một cách xác định người dùng mỗi khi họ trực tuyến và theo dõi hoạt động của bạn. Thông qua vân tay, các trang web có thể xác định hệ điều hành, ngôn ngữ, múi giờ và phiên bản trình duyệt của người dùng mà không cần sự cho phép của bạn.[23]
- Siêu cookie hoặc "evercookie" không chỉ có thể được sử dụng để theo dõi người dùng trên web mà còn khó phát hiện và khó xóa vì chúng được lưu trữ ở một nơi khác với cookie tiêu chuẩn.[24]
- Các tập lệnh phát lại phiên cho phép khả năng phát lại hành trình của khách truy cập trên một trang web hoặc trong ứng dụng di động hoặc ứng dụng web.[25][26]
- "Theo dõi chuyển hướng" là việc sử dụng các trang chuyển hướng để theo dõi người dùng trên các trang web.[27]
- Web beaconthường được sử dụng để báo cáo rằng một cá nhân đã nhận được email đã đọc email đó.
- Có thể sử dụng Favicon để theo dõi người dùng vì chúng tồn tại trong các phiên duyệt web.[28]
- Federated Learning of Cohorts (FLoC), được thử nghiệm trên Google Chrome vào năm 2021, nhằm mục đích thay thế theo dõi hành vi hiện có dựa trên việc theo dõi các hành động của từng người dùng và tổng hợp chúng trên phía máy chủ với trình duyệt web khai báo tư cách thành viên của họ trong một nhóm hành vi.[29] EFF đã chỉ trích FLoC vì vẫn giữ nguyên mô hình cơ bản của nền kinh tế giám sát, trong đó "hành vi của mỗi người dùng theo họ từ trang web này sang trang web khác như một nhãn, khó hiểu khi nhìn thoáng qua nhưng lại có ý nghĩa sâu sắc đối với những người hiểu biết".[30]
- "Buôn lậu UID" (phương pháp theo dõi người dùng trên Internet cho phép đồng bộ hóa mã định danh người dùng (UID) trên nhiều trang web khác nhau) được phát hiện là phổ biến và phần lớn không được giảm thiểu bằng các công cụ bảo vệ mới nhất - chẳng hạn như tính năng bảo vệ theo dõi của Firefox và uBlock Origin - theo một nghiên cứu năm 2022, nghiên cứu này cũng góp phần đưa ra các biện pháp đối phó.[31][32]

## Tranh cãi
Việc duyệt web được liên kết với thông tin cá nhân của người dùng. Vị trí, sở thích, giao dịch mua hàng và nhiều thông tin khác có thể được tiết lộ chỉ bằng trang mà người dùng truy cập. Điều này cho phép họ đưa ra kết luận về người dùng và phân tích các mẫu hoạt động. Việc sử dụng theo dõi web có thể gây tranh cãi khi áp dụng trong bối cảnh của một cá nhân riêng tư; và ở các mức độ khác nhau, phải tuân theo luật pháp như Chỉ thị thương mại điện tử của EU và Đạo luật bảo vệ dữ liệu của Vương quốc Anh. Khi thực hiện mà không có sự hiểu biết của người dùng, thì có thể bị coi là vi phạm bảo mật trình duyệt.

## Lý do
Trong bối cảnh business-to-business, việc hiểu hành vi của khách truy cập để xác định ý định mua hàng được nhiều tổ chức thương mại coi là cách hiệu quả để nhắm mục tiêu vào các hoạt động tiếp thị. Có thể tiếp cận các công ty đang truy cập, cả trực tuyến và ngoại tuyến, bằng các đề xuất tiếp thị và bán hàng phù hợp với các yêu cầu hiện tại của họ. Theo quan điểm của một tổ chức bán hàng, việc tương tác với khách hàng tiềm năng khi họ đang tích cực tìm kiếm để mua hàng có thể tiết kiệm được chi phí tiếp thị bị lãng phí.

## Ngăn chặn
Các công cụ bảo vệ tiên tiến nhất bao gồm hoặc bao gồm tính năng bảo vệ theo dõi của Firefox và phần bổ sung cho trình duyệt uBlock Origin và Privacy Badger.
Hơn nữa, chúng có thể bao gồm tiện ích bổ sung cho trình duyệt NoScript, việc sử dụng công cụ tìm kiếm thay thế như DuckDuckGo và việc sử dụng VPN. Tuy nhiên, VPN tốn tiền và kể từ năm 2023, NoScript có thể "làm cho việc duyệt web nói chung trở nên khó khăn".
Trên thiết bị di động
Trên thiết bị di động, phương pháp tiên tiến nhất có thể là sử dụng trình duyệt di động Firefox Focus, giúp giảm thiểu việc theo dõi web trên thiết bị di động ở mức độ lớn, bao gồm Total Cookie Protection và tương tự như chế độ riêng tư trong trình duyệt Firefox thông thường.
Yêu cầu từ chối
Người dùng cũng có thể kiểm soát theo dõi web của bên thứ ba ở một mức độ nào đó bằng các phương tiện khác. Cookie từ chối cho phép người dùng chặn các trang web cài đặt cookie trong tương lai. Các trang web có thể bị chặn cài đặt nhà quảng cáo hoặc cookie của bên thứ ba trên trình duyệt, điều này sẽ ngăn chặn việc theo dõi trên trang của người dùng. Do Not Track là cài đặt trình duyệt web có thể yêu cầu ứng dụng web tắt chức năng theo dõi người dùng. Bật tính năng này sẽ gửi yêu cầu đến trang web mà người dùng đang truy cập để tự nguyện tắt chức năng theo dõi người dùng trên nhiều trang web của họ.
Chế độ riêng tư
Trái với niềm tin phổ biến, chế độ riêng tư của trình duyệt không ngăn chặn (tất cả) các nỗ lực theo dõi vì nó thường chỉ chặn việc lưu trữ thông tin trên trang web của khách truy cập (cookie). Tuy nhiên, nó không giúp ích gì đối với các phương pháp lấy dấu vân tay khác nhau. Các dấu vân tay như vậy có thể bị ẩn danh. Nhiều lần, chức năng của trang web bị lỗi. Ví dụ, người ta có thể không đăng nhập được vào trang web hoặc tùy chọn bị mất.
Trình duyệt
Một số trình duyệt web sử dụng các tính năng "bảo vệ theo dõi" hoặc "ngăn chặn theo dõi" để chặn trình theo dõi web. Các nhóm đứng sau tiện ích bổ sung NoScript và uBlock đã hỗ trợ phát triển các khả năng SmartBlock của Firefox.
Công cụ tìm kiếm
Để bảo vệ dữ liệu người dùng khỏi việc theo dõi của các công cụ tìm kiếm, nhiều công cụ tìm kiếm tập trung vào quyền riêng tư đã được phát triển như các giải pháp thay thế khả thi. Ví dụ về các công cụ tìm kiếm như vậy bao gồm DuckDuckGo, MetaGer và Swiscows, ưu tiên ngăn chặn việc lưu trữ và theo dõi hoạt động của người dùng. Điều đáng chú ý là trong khi các giải pháp thay thế này cung cấp quyền riêng tư được cải thiện, một số có thể không đảm bảo ẩn danh hoàn toàn và một số có thể kém thân thiện với người dùng hơn so với các công cụ tìm kiếm chính thống như Google và Microsoft Bing.